# Donacia dentata
Espèce
Donacia dentata est une espèce de chrysomèle de la sous-famille des Donaciinae.

## Systématique
L'espèce Donacia dentata est décrite par Hoppe en 1795,.

## Écologie et habitats
Ces coléoptères sont familiers des zones humides d'Europe. À l'âge adulte, ils se nourrissent des feuilles de plantes du genre Alisma et de la sagittaire à feuilles en flèche. Ils peuvent aussi consommer du pollen (en particulier de nénuphar jaune). Leurs larves se nourrissent des feuilles et des racines de sagittaires et des racines de différentes espèces de cypéracées (genre Carex).

### Publication originale
- D. H. Hoppe., Enumeratio Insectorum Elytratorum circa Erlangam Indigenarum, Observationibus Iconibusque Illustrata, 1795, 1-70 p.